# Дегтярёв, Василий Петрович
Василий Петрович Дегтярёв (1894 — ?) — советский деятель внутренней безопасности, депутат Верховного Совета РСФСР.

## Биография
Родился в 1894 году; место рождения — Тамбовская губерния.
На 09.02.1936 работал в органах государственной безопасности Свердловской области. С 09.02.1936 — старший лейтенант государственной безопасности. До 15.11.1937 — начальник оперпункта станции Минеральные Воды УНКВД Орджоникидзевского края. 15.11.1937 уволен в запас.
Депутат Верховного Совета СССР 1-го созыва.
Подполковник ОКР СМЕРШ (03.1945), приказом МГБ СССР от 11.02.1947 уволен из резерва Управления контрразведки МГБ МВО.